# Onezym (postać biblijna)

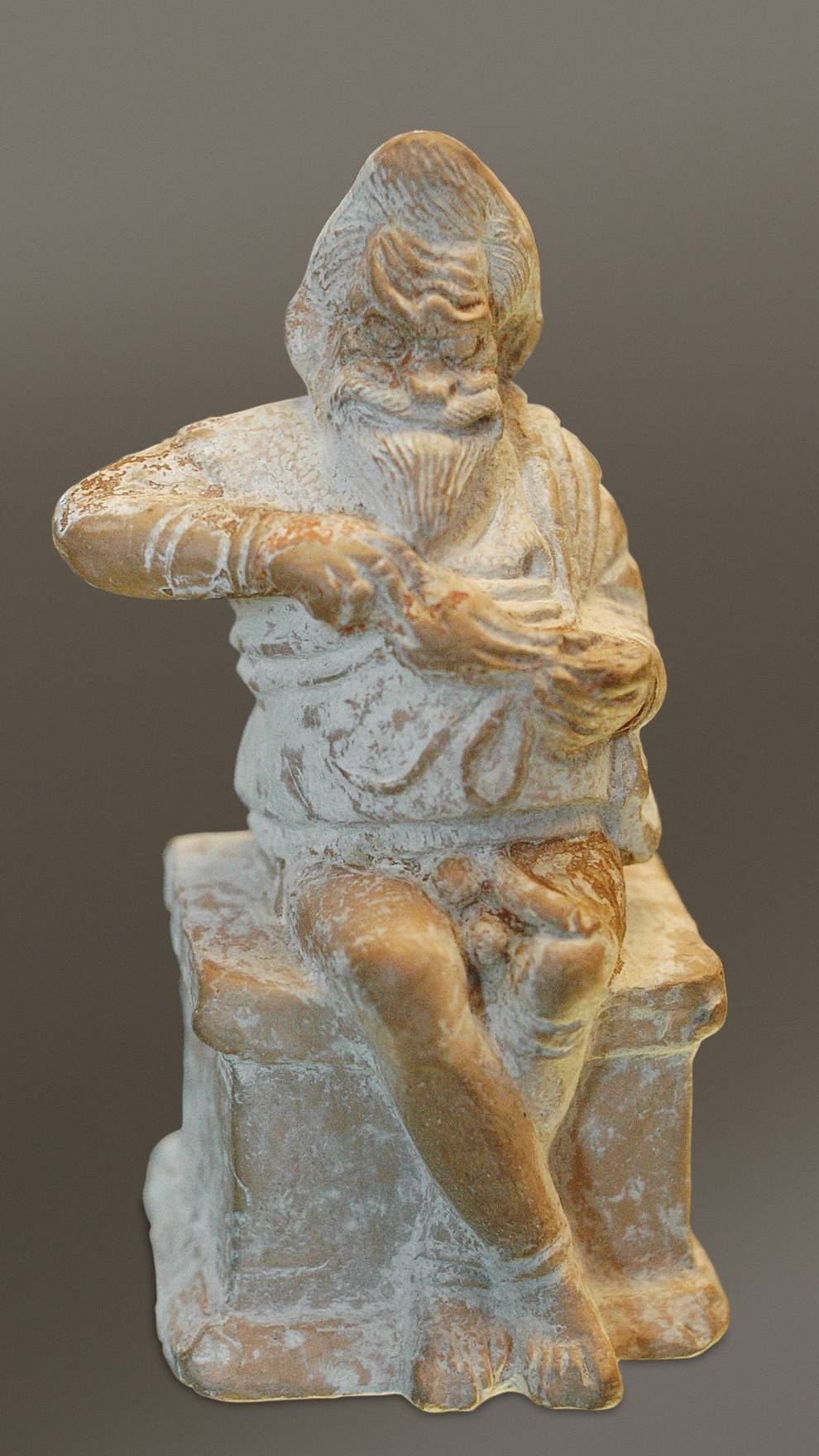
Niewolnik siedzący na ołtarzu i opróżniający portmonetkę, którą właśnie ukradł. Figurka z IV w. p.n.e.

Onezym, uczeń św. Pawła (cs. Апостол Они́сим) – niewolnik zamożnego mieszkańca Kolosów Filemona, po ucieczce od swego pana nawrócony przez apostoła Pawła, następnie współpracownik apostoła (jeden z siedemdziesięciu dwóch) i prawdopodobnie biskup Efezu (54–68), główna postać Listu do Filemona, uznawany za męczennika, święty Kościoła katolickiego i prawosławnego.

## Dane biograficzne

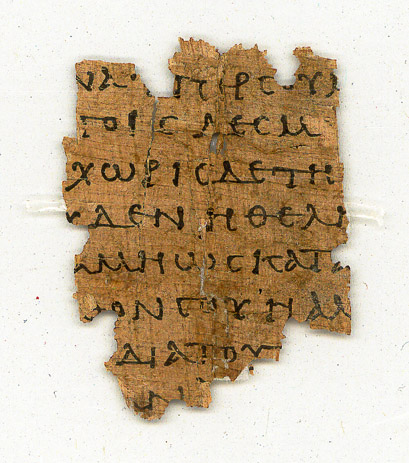
Najstarszy fragment listu do Filemona

Według informacji zawartych w Liście do Filemona: Onezym niewolnik Filemona wyrządził znaczną szkodę swemu panu i zbiegł. Uciekając dotarł do miejsca uwięzienia Pawła, który w jakiś sposób udzielił mu pomocy i doprowadził do jego nawrócenia („proszę cię za moim dzieckiem, za tym którego zrodziłem w kajdanach”). Apostoł dowiedział się, że Onezym jest niewolnikiem Filemona, i chociaż chciał go zatrzymać przy sobie, postanowił go odesłać. Prosił więc Filemona, by przyjął Onezyma już nie jako niewolnika, lecz […] jako brata umiłowanego, by nie nakładał na niego dopuszczonych prawem kar, a wyrządzone przez zbiega szkody sam zobowiązał się pokryć. Dał też do zrozumienia, że chętnie zatrzymałby Onezyma przy sobie jako pomocnika.
Tradycyjnie, od czasu Hieronima i Jana Chryzostoma, przyjmuje się, że Onezym ukradł coś swemu panu, a następnie uciekł ze strachu przed karą. Niewolnicy rzymscy często jako posłańcy przewozili dobra powierzone im przez ich panów. Mogli zarabiać w podróży, obracając nimi. Czasami wykorzystywali funkcję posłańca, by uciec. Ucieczka musiała być daleka, jeśli niewolnik nie chciał, by go złapano. Aby zapewnić sobie powodzenie ucieczki, niewolnicy często zabierali część pieniędzy należących do pana. Prawo rzymskie stało bezwzględnie na straży własności, nakazując zwrócić niewolnika panu i przewidując surowe kary dla osoby ukrywającej go. Złapanemu zbiegowi wypalano na czole piętno – literę „F” (fugitivus) po inicjale imienia. Do śmierci nosił też na szyi żelazną obręcz.
Ponieważ List został zachowany, przyjmuje się, że Filemon usłuchał prośby Apostoła, przyjął Onezyma serdecznie, a następnie wysłał go, by pomagał Pawłowi w pracy apostolskiej. Jeśli List do Kolosan powstał później i wyszedł spod ręki Pawła, to świadczy on, że Onezym w jakiś czas później został przez Apostoła ponownie wysłany do Kolosów. W liście Paweł pisze bowiem do Kolosan, że wysyła do nich wraz z Tychikiem Onezyma, który jest spośród was.
Istnieje jeszcze jedno wczesne świadectwo przywołujące imię Onezyma. Ignacy Antiocheński w Liście do Kościoła w Efezie, napisanym około 107 r. bardzo pochlebnie wyraża się o biskupie Efezjan Onezymie. Eskortowany pod strażą 10 żołnierzy rzymskich z Antiochii do Rzymu, Ignacy zatrzymał się na dłuższy czas w Efezie, gdzie powitał go miejscowy biskup Onezym wraz z diakonem Burrosem. Z następnego miejsca postoju w Smyrnie, Ignacy napisał list do Efezjan, w którym chwali biskupa Onezyma oraz chrześcijan efeskich za posłuszeństwo okazywane biskupowi i zachowywaną z nim jedność. W latach 30. XX wieku J. Knox zaproponował, by odnieść te słowa do ucznia Apostoła Pawła. Obecnie część biblistów przyjmuje, że w późniejszych latach Onezym odgrywał czołową rolę w Kościele efeskim i być może on właśnie rozpoczął proces gromadzenia listów Pawła.
Starożytna tradycja dotyczącą śmierci Onezyma, przekazana przez Symeona Metafrasty w jego Zbiorze żywotów świętych, podaje, że po śmierci świętego Pawła Onezym został pojmany za głoszenie wiary chrześcijańskiej i zaprowadzony przed oblicze rzymskiego sędziego Tertulla. Ten, ponieważ Onezym odmówił złożenia pokłonu bogom, wtrącił go do więzienia. Gdy chrześcijanie rzymscy zaczęli nawiedzać Onezyma w więzieniu, Tertullus nakazał wygnać go wraz z Apicjonem i innymi męczennikami z miasta. Onezym wraz z towarzyszami udał się wtedy do Puteoli, gdzie nawrócił wielu mieszkańców na chrześcijaństwo. Na wieść o tym Tertullus kazał go ponownie pojmać i stawić przed sobą. Jako że Onezym nadal wyznawał Chrystusa, ten skazał go najpierw na chłostę wymierzoną przez czterech siepaczy i na obicie kijami, następnie rozkazał połamać mu kości w goleniach i lędźwiach. Wśród tych mąk Onezym zmarł.

## Interpretacja postaci Onezyma
W okresie patrystycznym pojawiło się pochodzące prawdopodobnie od Orygenesa, a wyrażone w pismach Atanazego, Bazylego Wielkiego, Jana Chryzostoma i Hieronima przekonanie, że Onezym był niewolnikiem zbiegłym od swego pana w związku z popełnionym przestępstwem, który powinien zostać potraktowany z miłosierdziem. Wyznaczyło ono główny kierunek interpretacji postaci aż po czasy współczesne. Częściową zmianę w rozumieniu postaci Onezyma przyniosła interpretacja Marcina Lutra. Zaproponował on utożsamienie się odbiorcy nie tyle z wielkodusznym Filemonem, ile z grzesznym, doświadczającym, dzięki wstawiennictwu św. Pawła, ojcowskiej łaski przebaczenia Onezymem (my wszyscy jesteśmy Onezymami).
W latach 80. XX wieku pojawiły się liczne próby nowego odczytania sytuacji Onezyma.
Posłaniec – kwestionowanie konfliktu

Jedna z hipotez zakłada, że Onezym był jedynie posłańcem Filemona lub wspólnoty kolosańskiej wysłanym w celu przekazania Pawłowi pokrzepiających wiadomości i darów, mającym ulżyć Apostołowi w jego cierpieniu. Natomiast w wysłanym do Kolosów Liście Apostoł stara się jedynie wyjednać u Filemona zgodę na zatrzymanie Onezyma przy sobie.
- Przeciw tej koncepcji wysuwa się zarzut, że Paweł zbyt zdecydowanie przekonuje Filemona o użyteczności Onezyma, by można było uznać, że pomiędzy nimi nie było konfliktu[7].

Brat Filemona – kwestionowanie stanu niewolniczego

Kolejna teoria wychodzi zatem od konfliktu pomiędzy Filemonem a Onezymem, przyjmuje jednak, że był to konflikt między rodzonymi braćmi. Onezym mógł czuć się pokrzywdzony przez Filemona i uciec z domu. Paweł w Liście prosi zatem Filemona, by przyjął Onezyma z miłością – jak brata umiłowanego, by nie traktował go jak niewolnika.
- Przeciw takiemu rozumieniu wzajemnej relacji obydwu protagonistów może świadczyć kolejne sformułowanie Listu, w którym Paweł pisze, by Filemon traktował Onezyma jako kogoś więcej niż niewolnika (all’ hyper doulon)[5]. Sugestia, by rozporządzał człowiekiem wolnym jako kimś więcej niż niewolnikiem, zakrawałaby na obelgę, co nie wydaje się najlepszym sposobem na załagodzenie konfliktu[7].

Suplikant – kwestionowanie zbiegostwa

Kolejna hipoteza próbuje wykazać, że Onezym nie był zbiegiem, lecz niewolnikiem odwołującym się do wpływowego przyjaciela swego pana w celu wyproszenia wstawiennictwa i mediacji dla rozwiązania istniejącego konfliktu. Zwolennicy tej hipotezy powołują się na opinie prawników rzymskich: Proklusa, Wiwiana i Paulusa, a także na decyzję Pliniusza Młodszego, wedle których niewolnik nie musiał być w takiej sytuacji traktowany jako zbieg.
- Krytycy tej koncepcji wskazują, iż pogląd ten nie był w doktrynie prawa rzymskiego powszechny i nie ma dowodów na to, że obowiązywał na terenie Frygii. Nie wiadomo też, czy mógł być znany Onezymowi[7].

Włóczęga – kwestionowanie popełnionej kradzieży

Wedle jeszcze innej koncepcji użyte przez Pawła wyrażenie: oddalił się na krótko (gr.: rhembos, łac.: erro), może wskazywać, że głównym przewinieniem Onezyma nie była kradzież, ale włóczęgostwo polegające na opuszczaniu przez niewolnika co jakiś czas swego pana i dobrowolnym powracaniu. Stąd opinia o nim jako o bezużytecznym niewolniku i o szkodach wyrządzonych panu wskutek porzucania wyznaczonej mu pracy.
- Przeciw tej koncepcji wysuwa się argument, że Paweł pisze w Liście: oddalił się, a nie oddalał się, czyli chodziło o zdarzenie jednorazowe. Nie wiadomo też, dlaczego bezużyteczny dotąd niewolnik włóczęga miałby odtąd stać się bardzo pożytecznym, jak o tym zapewnia Apostoł[15][7].

Pogański niewolnik w chrześcijańskim domu

Najnowsza, bo opublikowana w 2005 r., koncepcja przenosi konflikt pomiędzy Filemonem a Onezymem na płaszczyznę duchową. Jej autor wskazuje, że Filemon mógł chcieć pozbyć się pogańskiego niewolnika. Sprzedać nieużytecznego z punktu widzenia wiary Onezyma i za uzyskane pieniądze wykupić wierzącego niewolnika. Praktykę wykupywania przez wspólnoty chrześcijańskie wierzących niewolników poświadcza Ignacy Antiocheński. Przestraszony perspektywą usunięcia z rodziny, w której się wychował, Onezym udał się do Pawła, będącego przyjacielem pana domu, z prośbą o pomoc i mediację.

## Kult
Dzień obchodów
Wspomnienie liturgiczne apostoła Onezyma w Kościołach wschodnich (Kościoły greckokatolickie, Cerkiew prawosławna) obchodzone jest dwukrotnie: 15/28 lutego i 4/17 stycznia w grupie apostołów (Sobór siedemdziesięciu apostołów).
Kościół łaciński wspomina Onezyma 16 lutego.
Ikonografia
Na ikonach święty przedstawiany jest w liturgicznych biskupich szatach, w sandałach lub boso. Ma niedługą, siwą brodę. Zwykle prawą dłonią błogosławi, w lewej trzyma zamkniętą Ewangelię.